# Семёновская (деревня, городской округ Шатура)
Семёновская — деревня в Шатурском муниципальном районе Московской области, в составе сельского поселения Пышлицкое. Расположена в юго-восточной части Московской области в 2,5 км к северо-западу от озера Святого. Входит в культурно-историческую местность Ялмать. Деревня известна с 1628 года.
Население — 0 чел. (2010).

## Название
В писцовой книге Владимирского уезда 1637—1648 гг. упоминается как сельцо Семеновское, в более поздних письменных источниках — деревня Семеновская. Название связано с календарным личным именем Семён.

## Физико-географическая характеристика

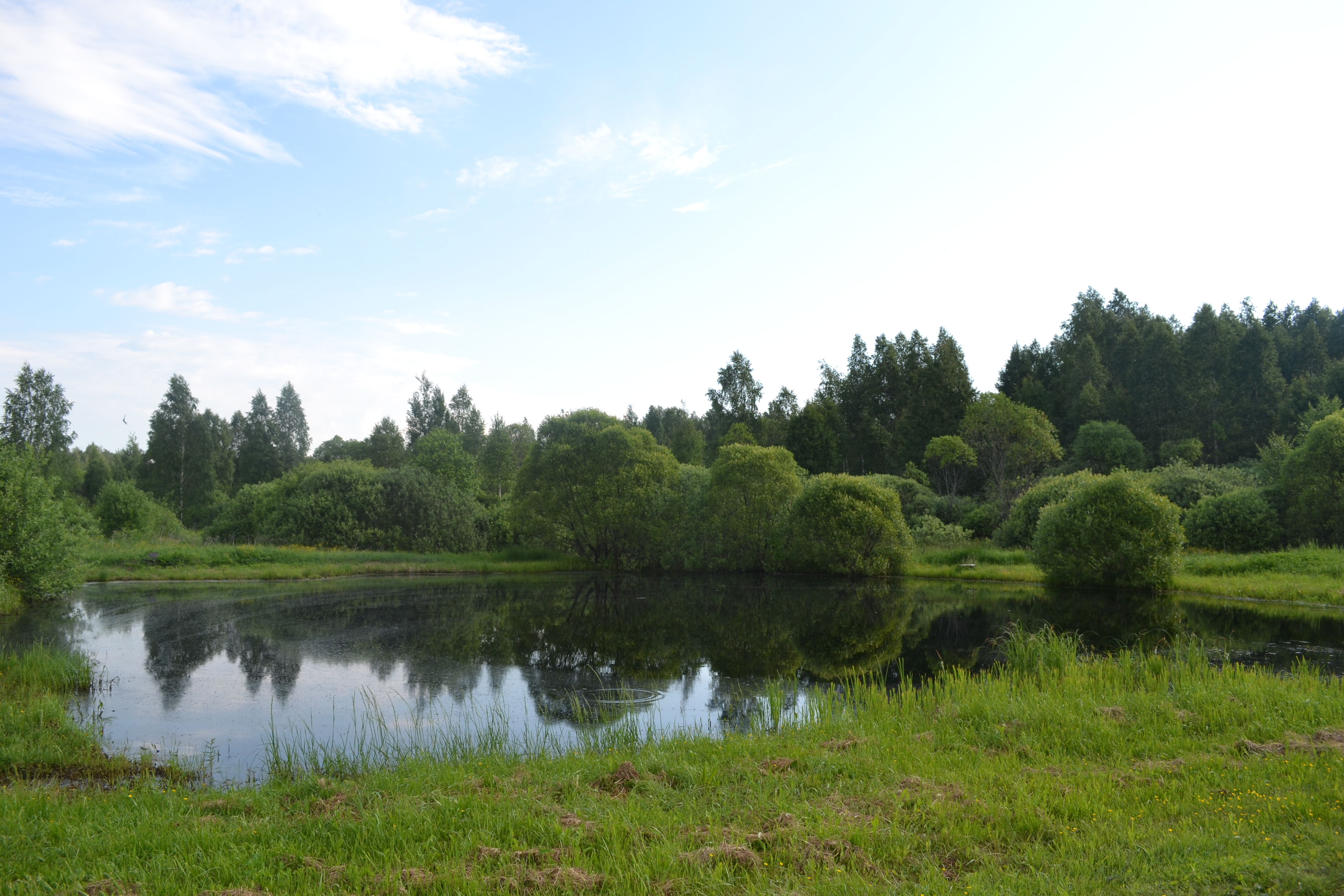
Пруд в деревне Семёновская

Деревня расположена в пределах Мещёрской низменности, относящейся к Восточно-Европейской равнине, на высоте 115 м над уровнем моря. Рельеф местности равнинный. Со всех сторон деревня окружена лесами. На юго-запад от деревни расположена возвышенность Горбачиха, рядом с которой протекает Горбачёв Олёх (Семёновский ручей). В 1 км к северо-востоку от деревни находилось поле Ношное, сюда жители Семёновской в ночное гоняли пастись лошадей. Сейчас на этом месте заброшенная мусорная свалка. В 0,8 км на восток от деревни находится лес Сорня. В 2,5 км к юго-востоку от деревни расположено озеро Святое, одно из Клепиковских озёр, через которые протекает река Пра.
По автомобильной дороге расстояние до МКАД составляет около 163 км, до районного центра, города Шатуры, — 62 км, до ближайшего города Спас-Клепики Рязанской области — 19 км, до границы с Рязанской областью — 3 км. Ближайший населённый пункт — деревня Филисово, расположенная в 1,5 км к юго-востоку от Семёновской.
Деревня находится в зоне умеренно континентального климата с относительно холодной зимой и умеренно тёплым, а иногда и жарким, летом. В окрестностях деревни распространены дерново-подзолистые почвы с преобладанием суглинков и глин.
В деревне, как и на всей территории Московской области, действует московское время.

## История

### С XVII века до 1861 года
В XVII веке деревня Семёновская входила в Тереховскую кромину волости Муромское сельцо Владимирского уезда Замосковного края Московского царства. Деревня досталась братьям Фёдору и Василию Афанасьевичам Демьяновым в 7136 (1627/1628) году. Прежним владельцем был Павел Лошаков. В писцовой книге Владимирского уезда 1637—1648 гг. Семёновская описывается как деревня у ручья Горбачёв олех с тремя дворами, один из которых был помещика, при деревне имелись пахотные земли среднего качества и сенокосные угодья: «В Тереховской кромине, сельцо, что была деревня Семёновская на Горбачёве ольхе. А в ней двор их помещиков, двор крестьянин Гришка, прозвище Баженко, Фёдоров да сын его Максимко. Двор бобыль Ивашко Филиппов. Пашни паханые середние земли двенадцать четвертей, да лесом поросло тринадцать чет в поле, а в дву по тому ж; сена около поль пятьдесят копён».
Поместья Фёдора и Василия Демьяновых унаследовали их дети Григорий Васильевич и Семён Фёдорович.

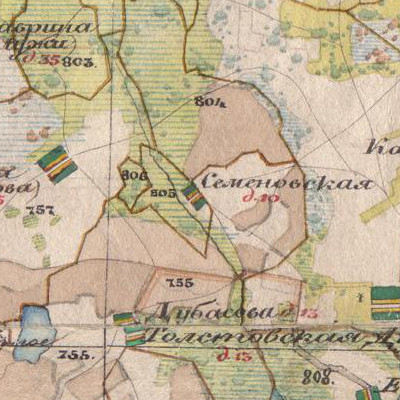
Деревня Семёновская на карте 1850 года

В результате губернской реформы 1708 года деревня оказалась в составе Московской губернии. После образования в 1719 году провинций деревня вошла во Владимирскую провинцию, а с 1727 года — во вновь восстановленный Владимирский уезд.
В 1778 году образовано Рязанское наместничество (с 1796 года — губерния). Впоследствии вплоть до начала XX века Семёновская входила в Егорьевский уезд Рязанской губернии.
В Экономических примечаниях к планам Генерального межевания, работа над которыми проводилась в 1771—1781 гг., деревня описана следующим образом: «Сельцо Толстовское с деревнями Артёмовской и Семёновской Настасьи Лукиной детям Александры, Елизаветы Николаевых дочерей Дубасовых (20 дворов, 59 мужчин, 58 женщин). Сельцо и деревни на суходолах, в сельце дом господский деревянный, при нём сад регулярный. Земля иловатая, хлеб и покосы средственны, лес дровяной, крестьяне на пашне».
В 1812 году деревня принадлежала Василию Новосильцеву.
По данным X ревизии 1858 года, деревня принадлежала губернскому секретарю Василию Александровичу Новосильцеву.
По сведениям 1859 года Семеновская — владельческая деревня 2-го стана Егорьевского уезда по левую сторону Касимовского тракта, при колодцах.
На момент отмены крепостного права владельцем деревни был помещик Лукин.

### 1861—1917
После реформы 1861 года из крестьян деревни было образовано одно сельское общество, которое вошло в состав Архангельской волости.
В 1885 году был собран статистический материал об экономическом положении селений и общин Егорьевского уезда. В деревне было общинное землевладение. Земля была поделена по работникам. Практиковались переделы мирской земли — пашня делилась каждые 3-4 года, луга ежегодно. В общине был только дровяной лес, который рубили ежегодно. Надельная земля находилась в одной меже. Сама деревня находилась с краю надельной земли. Дальние полосы отстояли от деревни на четверть версты. Пашня была разделена на 80 участков. Длина душевых полос от 5 до 50 сажень, а ширина от 1 до 3 аршин. Кроме надельной земли, крестьяне деревни совместно с крестьянами деревни Дубасово, получили в постоянное пользование 24 десятины неудобной земли.
Почвы были песчаные и супесчаные, пашни — бугроватые. Луга болотистые и по мелколесью. Прогоны были неудобные. В деревне было 8 колодцев с хорошей водой. Своего хлеба не хватало, поэтому его покупали в селе Спас-Клепиках, а иногда в Дмитровском Погосте. Сажали рожь, овёс, гречиху и картофель. У крестьян было 9 лошадей, 33 коровы, 83 овцы, 16 свиней, плодовых деревьев не было, пчёл не держали. Избы строили деревянные, крыли деревом и железом, топили по-белому.
Деревня входила в приход села Ялмонт, туда же ходили дети в школу, хотя были и более близкие школы. Главным местным промыслом было вязание сетей для рыбной ловли, которым занимались исключительно женщины. Один печник работал в самой деревне, ещё 20 мужчин уходили на заработки — 17 плотников и 3 печника, работали под Московой и в Урюпинской станице.
По данным 1905 года основным отхожим промыслом в деревне оставалось плотничество. Ближайшее почтовое отделение и земская лечебница находились в селе Архангельском.

### 1917—1991
В 1919 году деревня Семёновская в составе Архангельской волости была передана из Егорьевского уезда во вновь образованный Спас-Клепиковский район Рязанской губернии. В 1921 году Спас-Клепиковский район был преобразован в Спас-Клепиковский уезд, который в 1924 году был упразднён. После упразднения Спас-Клепиковского уезда деревня передана в Рязанский уезд Рязанской губернии. В 1925 году произошло укрупнение волостей, в результате которого деревня оказалась в укрупнённой Архангельской волости. В ходе реформы административно-территориального деления СССР в 1929 году деревня вошла в состав Дмитровского района Орехово-Зуевского округа Московской области. В 1930 году округа были упразднены, а Дмитровский район переименован в Коробовский.
В 1930 году деревня Семёновская входила в Воропинский сельсовет Коробовского района Московской области.
В 1932 году в деревне был организован колхоз им. 2-й пятилетки. Известные председатели колхоза: Птицына (1932 год), Хрусталёв (1933—1934 гг.), Минаев (1935 год). Мишин И. П. (сентябрь 1936—1937 гг.), Минаева Прасковья Григорьева (1940—1942 гг.), Птицына Мария Егоровна (1946 год), Журавлёв Аким Андреевич (1948 год).
Дети из деревни Семёновская посещали школы, расположенные в близлежащих населённых пунктах: начальную школу в Филисово и семилетнюю (позже — десятилетнюю) школу в Архангельском.
В 1936 году Воропинский сельсовет был упразднён, деревня Семёновская передана Филисовскому сельсовету.
Во время Великой Отечественной войны в армию был призван 21 житель деревни. Из них 5 человек погибли и 3 пропали без вести. Два уроженца деревни были награждены боевыми орденами и медалями:
- Журавлёв Аким Андреевич (1922 г.р.) — призван в 1941 году, служил в 1643-м истребительном противотанковом полку, демобилизован в 1946 году в звании старшего сержанта, был награждён орденом Отечественной войны II степени, двумя медалями «За отвагу», медалями «За боевые заслуги», «За освобождение Варшавы», «За взятие Берлина» и «За победу над Германией»;
- Советова (в дев. Птицына) Александра Михайловна (1918 г.р.) — призвана в 1943 году, демобилизована в 1945 году, была награждена медалью «За победу над Германией»[29].

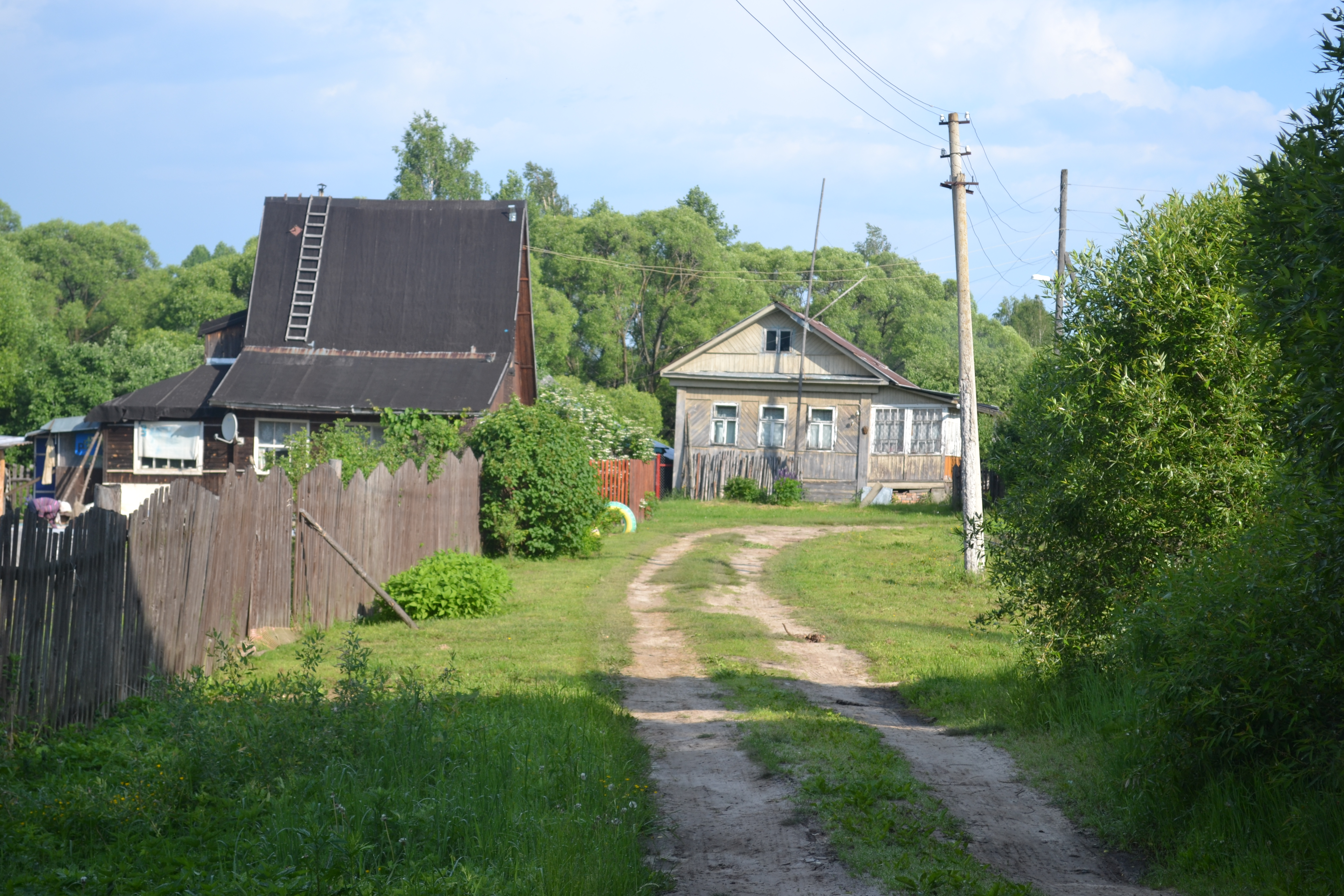
Улица в деревне

В 1951 году было произведено укрупнение колхозов, в результате которого деревня Семёновская вошла в колхоз им. 8 Марта, впоследствии в ходе второго укрупнения в 1958 году деревня вошла в колхоз им. Сталина.
В 1954 году деревня была передана из упразднённого Филисовского сельсовета в Пышлицкий сельсовет.
3 июня 1959 года Коробовский район был упразднён, Пышлицкий сельсовет передан Шатурскому району.
В 1960 году был создан совхоз «Пышлицкий», в который вошли все соседние деревни, в том числе Семёновская.
С конца 1962 года по начало 1965 года Семёновская входила в Егорьевский укрупнённый сельский район, созданный в ходе неудавшейся реформы административно-территориального деления, после чего деревня в составе Пышлицкого сельсовета вновь передана в Шатурский район.

### С 1991 года
В 1994 году в соответствии с новым положением о местном самоуправлении в Московской области Пышлицкий сельсовет был преобразован в Пышлицкий сельский округ. В 2005 году образовано Пышлицкое сельское поселение, в которое вошла деревня Семёновская.

## Население
| 1812 | 1858 | 1859 | 1868 | 1885 | 1905 | 1970 |
| ---- | ---- | ---- | ---- | ---- | ---- | ---- |
| 33   | ↗75  | →75  | ↗81  | ↗108 | ↗142 | ↘36  |
| 1993 | 2002 | 2006 | 2010 |      |      |      |
| ↘10  | ↘3   | ↘1   | ↘0   |      |      |      |

Первые сведения о жителях деревни встречаются в писцовой книге Владимирского уезда 1637—1648 гг., в которой учитывалось только податное мужское население (крестьяне и бобыли). В деревне Семёновской было три двора: один помещичий двор; один крестьянский двор, в котором проживало 2 мужчины; один бобыльский двор с 1 бобылём.
В переписях за 1812, 1858 (X ревизия), 1859 и 1868 годы учитывались только крестьяне. Число дворов и жителей: в 1812 — 33 чел.; в 1850 году — 10 дворов; в 1858 году — 37 муж., 38 жен.; в 1859 году — 12 дворов, 37 муж., 38 жен.; в 1868 году — 9 дворов, 42 муж., 39 жен.
В 1885 году был сделан более широкий статистический обзор. В деревне проживало 108 крестьян (17 дворов, 48 муж., 60 жен.), из 21 домохозяина четверо не имели своего двора. На 1885 год грамотность среди крестьян деревни составляла 12 % (13 человек из 108), также 2 мальчика посещали школу.
В 1905 году в деревне проживало 142 человека (19 дворов, 68 муж., 74 жен.). Со второй половины XX века численность жителей деревни постепенно уменьшалась: в 1970 году — 15 дворов, 36 чел.; в 1993 году — 14 дворов, 10 чел.; в 2002 году — 3 чел. (1 муж., 2 жен.), а по результатам переписи населения 2010 года в деревне не было постоянного населения.
Деревня входила в область распространения Лекинского говора, описанного академиком А. А. Шахматовым в 1914 году.

## Известные уроженцы
- Макаров, Виктор Матвеевич (1929—1999)

## Социальная инфраструктура
Ближайшие предприятия торговли, дом культуры, библиотека и операционная касса «Сбербанка России» расположены в селе Пышлицы. Медицинское обслуживание обеспечивают Пышлицкая амбулатория, Коробовская участковая больница и Шатурская центральная районная больница. Ближайшее отделение скорой медицинской помощи расположено в Дмитровском Погосте. Семёновская закреплена за Пышлицкой средней общеобразовательной школой
Пожарную безопасность в деревне обеспечивают пожарные части № 275 (пожарные посты в селе Дмитровский Погост и деревне Евлево) и № 295 (пожарные посты в посёлке санатория «Озеро Белое» и селе Пышлицы).
Деревня электрифицирована, но не газифицирована. Центральное водоснабжение отсутствует, потребность в пресной воде обеспечивается общественными и частными колодцами.

## Транспорт и связь

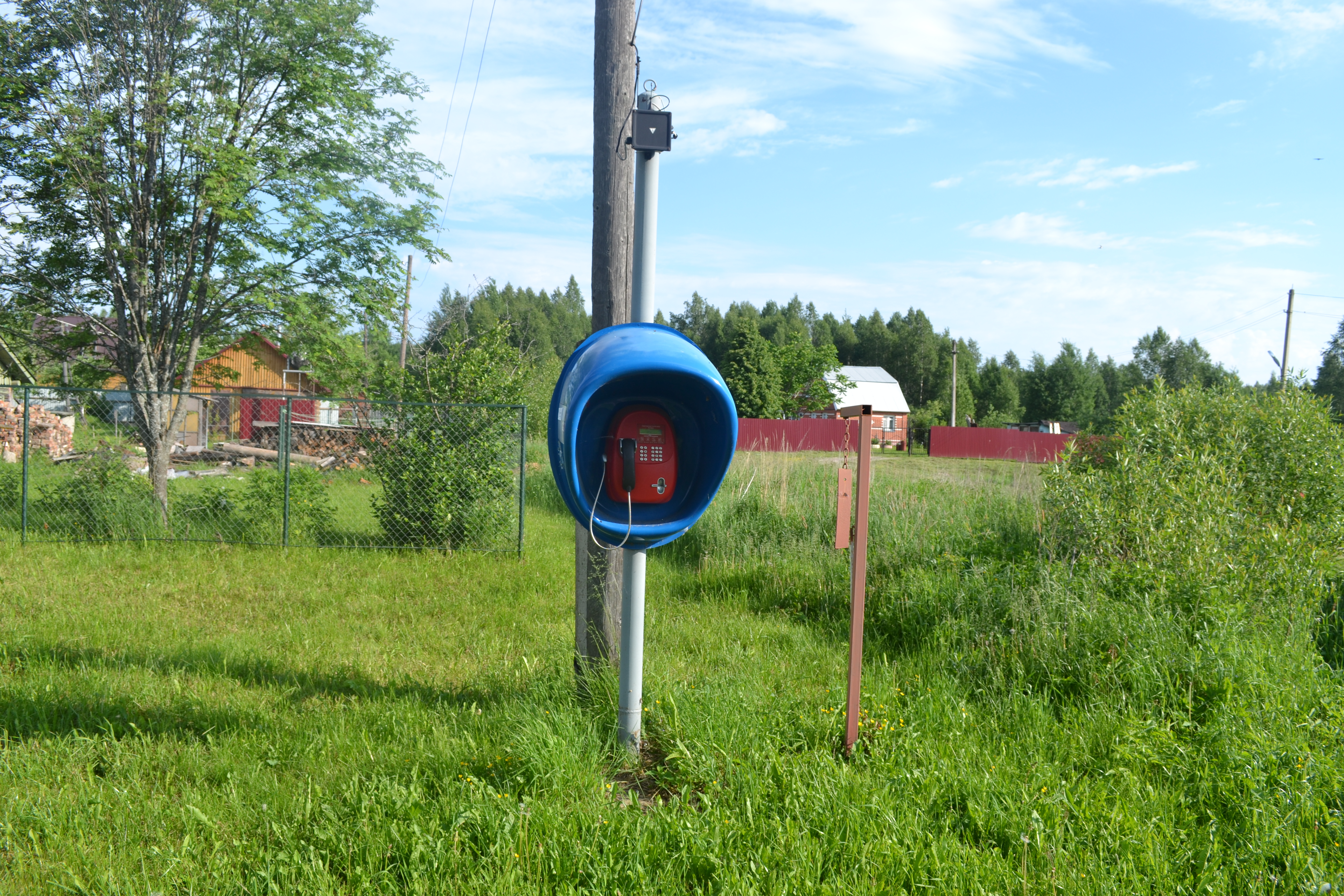
Таксофон в деревне

Рядом с деревней проходит асфальтированная автомобильная дорога общего пользования Дубасово-Пятница-Пестовская, на которой имеется остановочный пункт маршрутных автобусов «Семёновская». В 0,5 км к югу от деревни проходит автомобильная дорога регионального значения Р105 (Егорьевское шоссе).
Деревня связана автобусным сообщением с районным центром — городом Шатурой и станцией Кривандино (маршруты № 27, № 130 и № 579), селом Дмитровский Погост и деревней Гришакино (маршрут № 40). Ближайшая железнодорожная станция Кривандино Казанского направления находится в 52 км по автомобильной дороге.
В деревне доступна сотовая связь (2G и 3G), обеспечиваемая операторами «Билайн», «МегаФон» и «МТС». В деревни установлен таксофон.
Ближайшее отделение почтовой связи находится в селе Пышлицы.